# Saint-Jean-Lasseille
Saint-Jean-Lasseille är en kommun i departementet Pyrénées-Orientales i regionen Occitanien i södra Frankrike. Kommunen ligger i kantonen Thuir som tillhör arrondissementet Perpignan. År 2022 hade Saint-Jean-Lasseille 1 578 invånare.

## Befolkningsutveckling
Antalet invånare i kommunen Saint-Jean-Lasseille
| Referens: INSEE |